# Albert Jean George Marie Louis Picquié
 (août 2015).
Si vous disposez d'ouvrages ou d'articles de référence ou si vous connaissez des sites web de qualité traitant du thème abordé ici, merci de compléter l'article en donnant les références utiles à sa vérifiabilité et en les liant à la section « Notes et références ».
Albert Jean George Marie Louis Picquié (né le 1er septembre 1853 à Saint-Gaudens, mort le 10 mai 1917 à Lézat-sur-Lèze) est un administrateur colonial français, gouverneur de Nouvelle-Calédonie du 16 décembre 1892 au 21 février 1894, puis gouverneur général de Madagascar du 31 octobre 1910 au 5 août 1914.

## Distinctions
- Commandeur de la Légion d'honneur (29 juillet 1909)[3]